# Красноярская агломерация
Красноя́рская агломера́ция — моноцентрическая городская агломерация с ядром в Красноярске, одна из крупнейших в Сибири.
Численность населения агломерации на 2019 год составляла более 1,389 млн жителей и, по прогнозу 2012 года, к 2020 году могла бы составить 1,5 млн жителей.

## Состав
Помимо Красноярска (1,092 млн чел.), агломерация может включать в себя ряд крупных городов и городских поселений — Железногорск (92,3 тыс. чел.), Дивногорск (33,4 тыс. чел.), Сосновоборск (40,6 тыс. чел.), Емельяново (53,8 тыс. чел., включая район), Берёзовку (42,1 тыс. чел., включая район); близлежащие населённые пункты Манского (15,5 тыс. чел) и Сухобузимского (19,8 тыс. чел.) районов.

## История
PR-стратегия Красноярской агломерации была разработана ТОР «Северные промышленники и предприниматели».

### «Большой Красноярск»
C 2007 года в краевой и городской администрациях началось рассмотрение вопроса по объединению в муниципальное образование «Большой Красноярск» значительной части его агломерации — Красноярска, его городов-спутников Дивногорска, Сосновоборска, Берёзовки и близлежащих посёлков.
Предполагается, что благодаря объединению и ускоренному развитию «Большой Красноярск» будет иметь в 2020 году численность населения около 1,5 млн жителей.
Федеральный центр поддерживает эту инициативу и включил «Большой Красноярск» в разрабатываемую Минрегионразвития и Минэкономразвития программу создания в России четырнадцати так называемых опорных российских городов-миллионеров.
Также, будучи премьер-министром России, В. В. Путин предложил представить программу развития Восточной Сибири.

## Перспективы
Значительная часть западных и северных территорий Иркутской области тяготеет к Красноярску и Красноярскому краю в целом, что проявляется в миграционных предпочтениях при получении высшего образования, различных видов профессиональных услуг.